# Blister (Segel)
Ein Blister – auch Flasher oder MPS (Multi-Purpose-Spinnaker) genannt – ist ein asymmetrisches Spinnakersegel.

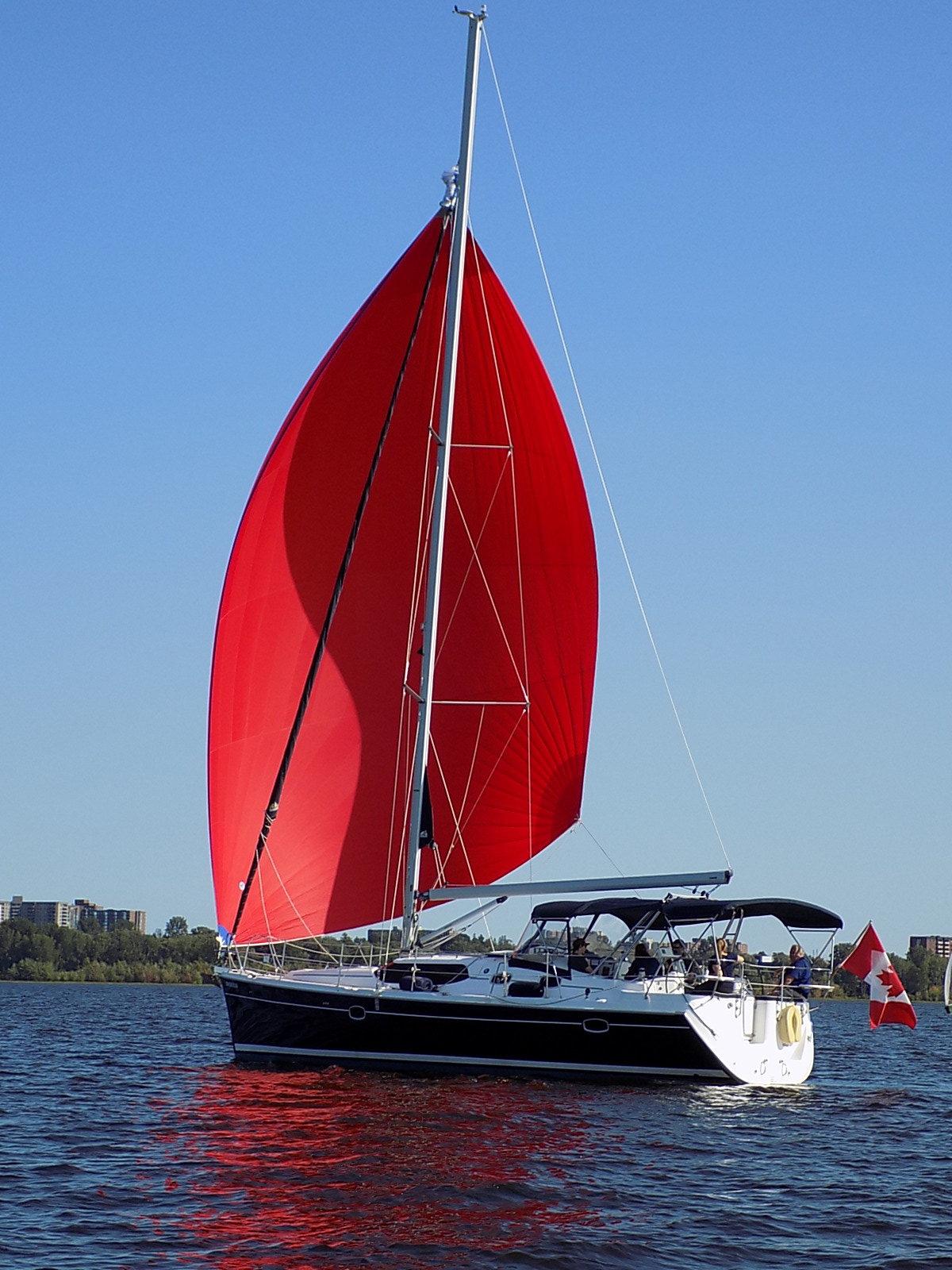
Blister mit Bergeschlauch auf Fahrtenyacht, 2017

## Anwendung
Wie der symmetrische Spinnaker wird der Blister als Vorsegel vor allen anderen Segeln gefahren, meist bei Vormwind-, Raumschot- oder Halbwind-Kursen. Ein Blister wird auf Kursen zwischen 90° und 150° zum wahren Wind gesegelt. Seinen Antrieb erzielt er durch Auftrieb und nicht wie der Spinnaker durch Widerstand. Die asymmetrische Form und die Größe des Blisters geben ihm ein leicht handhabbares Verhalten. Bei Leichtwind kann man das Segel sogar bis 60 Grad hoch an den Wind fahren.

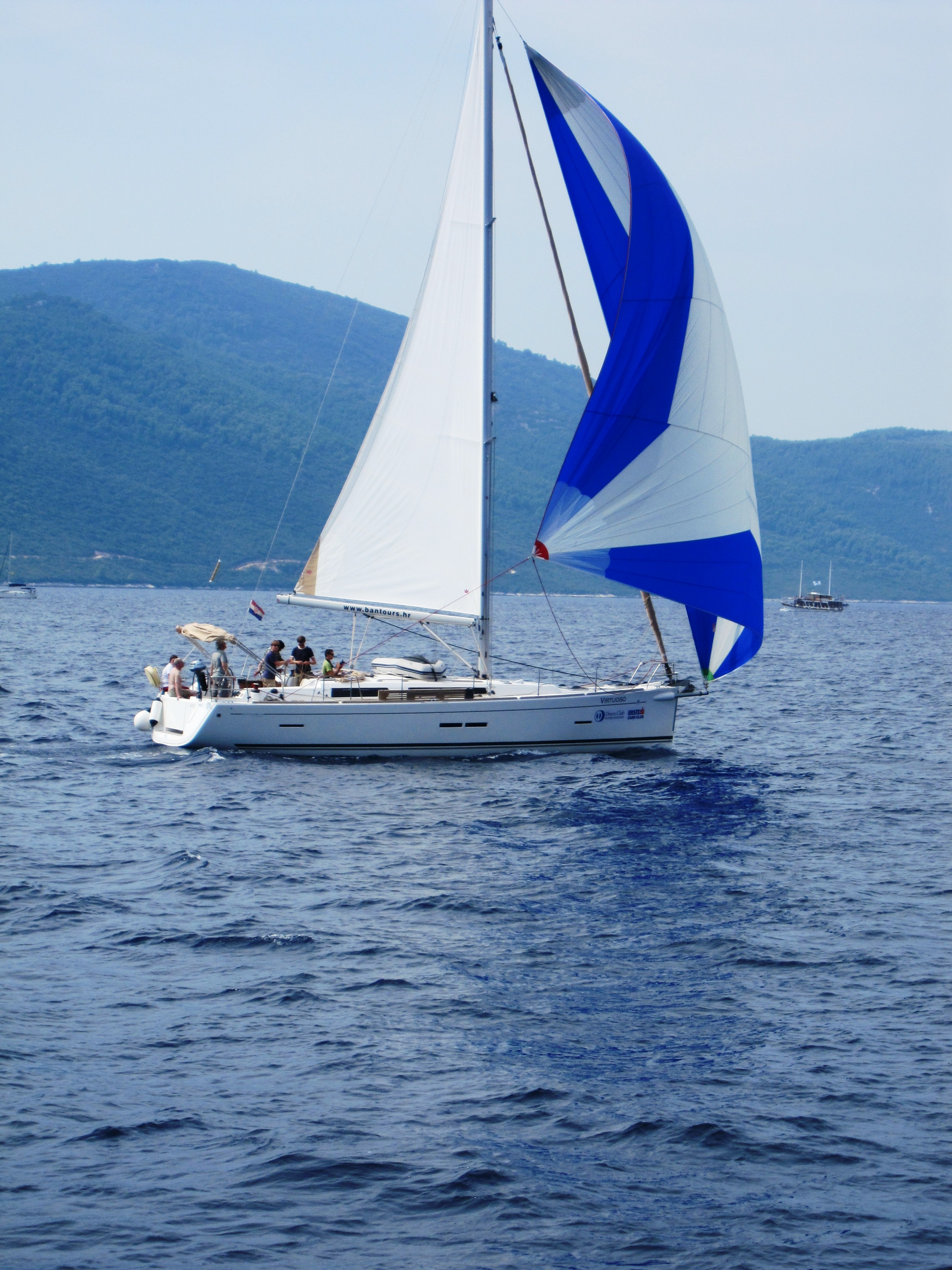
Blister gesetzt auf Vormwind-Kurs, 2017

### Fahrtenyachten
Der Blister ist ein Spinnaker-Ersatz für den Cruisingsegler, da er im Gegensatz zu einem symmetrischen Spinnaker ohne Spinnakerbaum gefahren wird. Dies erleichtert die Bedienung und das Segel wird deshalb gerne von Fahrtenseglern eingesetzt.

### Regattayachten
Für Regattasegler ist der Blister weniger geeignet, da er auf Raumschot- und Vormwindkursen dem Spinnaker an Leistung unterlegen ist, weil er eine um ca. 20 % kleinere Segelfläche hat als ein symmetrischer Normalspinnaker.
Sportliche Boote fahren den Hals des Blisters an einem langen Bugspriet. In diesem Fall kann der Blister mit deutlich mehr Segelfläche gefahren werden als ein Spinnaker. Solche Yachten können mit einem Blister so schnell werden, dass sie nicht wie mit Spinnaker auf dem Vorwindkurs (180° zum Wind) segeln, sondern mit Blister vor dem Wind kreuzen (150° zum Wind). Trotz der erheblich längeren Wegstrecke erreichen sie schneller ihr Ziel. Für schnelle Boote ist der Blister flach geschnitten, dagegen ist ein Blister für Fahrtenyachten sehr bauchig.

## Handhabung
Bei Segelyachten mit Profil-Vorstag (Roll-Fock/-Genua) lässt er sich mit Hilfe einer Blisterrolle leicht trimmen. Es handelt sich dabei um eine Trimmrolle, die auf Segelyachten mit Profil-Vorstag (Roll-Fock/Genua) das Trimmen eines Blisters oder anderer Leichtwindsegel (z. B. Gennaker) vom Cockpit aus ermöglicht.
Da der Blister wie eine Genua asymmetrisch geschnitten ist, wird er auch eher wie eine Genua gesegelt. Der Blister wird vor dem Vorstag am Bug, oder an einem nach vorne über den Bug hinausragenden Bugspriet oder Baum mit dem Hals angeschlagen. Es wird mit dem Spinnakerfall gesetzt, die Schoten werden beim Halsen um das Vorstag gezogen. Die Regulierung der Vorlieksspannung kann über das Spinnakerfall erfolgen, oder über die Höhe des Blisterhalses mit einem Flaschenzug über Deck.
Die Halsleine ist nicht mit einem Achtknoten gesichert, damit sie losgeworfen werden und ausrauschen kann, wenn das Boot aus dem Ruder laufen sollte und unter dem Winddruck auf den Blister stark krängt. Der Blister kann dann mit der Schot ins Cockpit eingeholt werden. Wenn bei diesem Manöver das Blisterfall gleichzeitig nur langsam gefiert wird, wird vermieden, dass das Segel ins Wasser gerät.

### Bergeschlauch
Das Setzen (Hochziehen) und Bergen (Herunterholen) des Blisters ist aus der Plicht möglich. Eine Erleichterung bietet ein auch bei Spinnakern und Gennakern verwendeter Bergeschlauch, der bei Manövern über das Segel gezogen wird und ein wildes Schlagen oder ein Außer-Kontrolle-Geraten des Segels verhindert. Nach dem Setzen des Blisters den Schlauch nach oben zum Kopf des Segels und zum Bergen einfach über das Segel nach unten ziehen.
Man kann mit diesem Bergeschlauch auch Halsen segeln (vor dem Wind kreuzen). Dazu zieht man den Schlauch vor dem Manöver über den Blister. Es ist nicht möglich, einen Blister mit einer Rollreffanlage sinnvoll ein- oder auszurollen.

## Ausführung
Der Blister wird (wie alle anderen Spinnaker) oft aus buntem, leichtem Tuch gefertigt.